# Vinuesa
Vinuesa ist ein Ort und eine Berggemeinde mit 833 Einwohnern (Stand: 2024) im Nordwesten der spanischen Provinz Soria in der Autonomen Gemeinschaft Kastilien-León.

## Lage
Der Ort Vinuesa liegt in der Berglandschaft im Norden der Provinz Soria in einer Höhe von ca. 1110 m ü. d. M. Die Entfernung zur Provinzhauptstadt Soria, beträgt etwa 33 km (Fahrtstrecke) in südöstlicher Richtung. Das Klima im Winter ist kühl, im Sommer dagegen durchaus warm; die geringen Niederschläge (ca. 585 mm/Jahr) fallen – mit Ausnahme der eher regenarmen Sommermonate – verteilt übers ganze Jahr.

## Bevölkerungsentwicklung
| Jahr      | 1900 | 1950  | 2000  | 2016 |
| Einwohner | 908  | 1.294 | 1.070 | 911  |

Der deutliche Bevölkerungsrückgang seit den 1950er Jahren ist im Wesentlichen auf die Mechanisierung der Landwirtschaft und den damit einhergehenden Verlust an Arbeitsplätzen zurückzuführen.

## Wirtschaft
Der Ort diente jahrhundertelang als wichtiges Handels-, Handwerks- und Dienstleistungszentrum für die landwirtschaftlich geprägten Dörfer und Einzelgehöfte der Umgebung. Er war überdies eine wichtige Station im System der Handels- und Viehwege (Cabaña Real de Carreteros) im Norden Spaniens. Heute spielt der Tourismus in Form der Vermietung von Ferienwohnungen (casas rurales) eine nicht unbedeutende Rolle für die Einnahmen des Ortes.

## Geschichte
Die Geschichte von Vinuesa reicht möglicherweise bis in keltiberische und römische Zeiten zurück als der Ort unter dem Namen Visontium bekannt war. Die Westgoten haben in dieser abgelegenen Gegend keine Spuren hinterlassen. Nach der arabisch-maurischen Eroberung entvölkerten sich weite Gebiete im Norden der Iberischen Halbinsel. Erst im beginnenden 10. Jahrhundert unter dem kastilischen Grafen Gonzalo Téllez und dann in der zweiten Hälfte des 11. Jahrhunderts unter Alfons VI. wurde das Gebiet von den Christen zurückerobert (reconquista) und wiederbesiedelt (repoblación). Die kastilischen Könige Johann I. und Johann II. nutzten die Gegend im ausgehenden Mittelalter als Jagdgebiet.

## Sehenswürdigkeiten

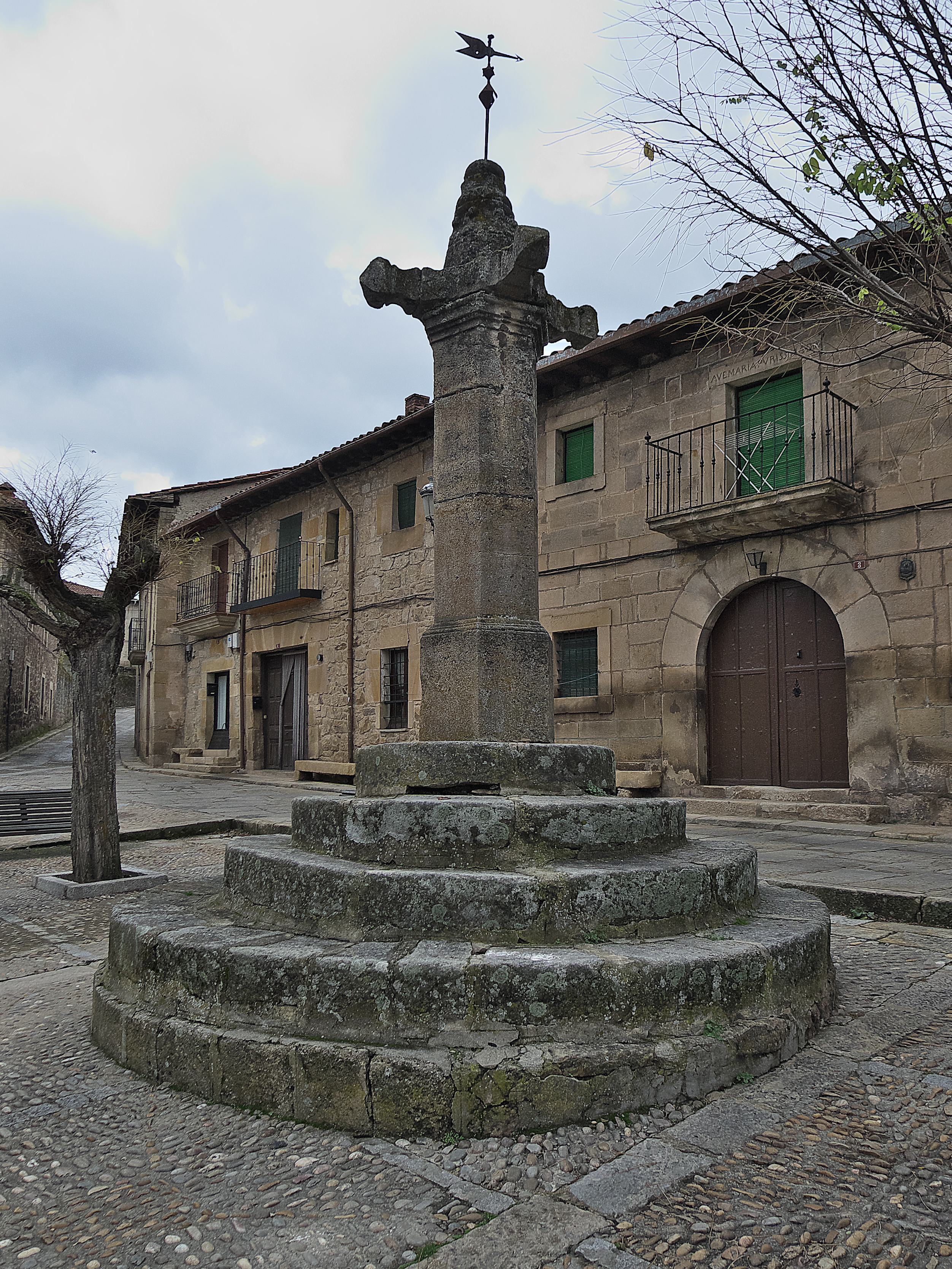
Gerichtssäule (rollo oder picota)

- Die aus gut bearbeiteten Hausteinen errichtete Kirche Nuestra Señora del Pino ist ein Bau aus den Jahren nach 1591 und zeigt sowohl Elemente der Spätgotik als auch der Renaissance. Aus des ungegliederten Rundpfeilern des dreischiffigen Innern wachsen die Rippen eines Sterngewölbes heraus. An den Außenwänden der Seitenschiffe stehen mehrere spätbarocke Altarretabel mit zum Teil churrigueresken Elementen.[8]
- Auf einem mehrfach zurückgestuften Sockel auf dem Platz vor der Kirche erhebt sich eine sechseckige barocke Gerichtssäule (rollo oder picota) aus dem Jahr 1776 mit einem in die vier Himmelsrichtungen ausgreifenden Aufsatz.
- Im Ort stehen mehrere repräsentative Adelspaläste aus dem 17. und 18. Jahrhundert, von denen der Palacio de los Marqueses de Vilueña und der Palacio de Don Pedro de Neyla die bedeutendsten sind.
- Am Ortsrand finden sich vier kleinere Einsiedlerkapellen: Ermita de la Soledad, Ermita de San Mateo, Ermita de San Pedro und die Ermita de San Antón.

Umgebung
- Circa einen Kilometer südlich des Ortes quert eine arg beschädigte mehrbogige Brücke aus römischer Zeit den Río Vinuesa.[9]
- Auch Teilabschnitte der ehemaligen Römerstraße sind erhalten.
- Der eiszeitliche Gletschersee Laguna Negra de Urbión befindet sich zum Teil auf dem Gebiet der Gemeinde.